# Strada nazionale 2 (Mauritania)
La strada nazionale 2, (in francese: Route nationale 2) è una delle principali strade statali della Mauritania. Ha origine nei pressi di Nouadhibou e si sviluppa verso sud passando dalla capitale Nouakchott. Ha una lunghezza complessiva di 701 km e termina nella cittadina di Rosso sul fiume Senegal dove è presente un servizio di traghettamento per la Repubblica del Senegal.